# Cerovac-grotten
De Cerovac-grotten zijn de grootste bezoekbare  grottencomplexen van Kroatië.  Ze liggen vier kilometer ten zuidoosten van Gračac, op de noordoostelijke helling van de Velebit-heuvel Crnopac (1403 m), in het zuidelijke deel van het natuurpark Velebit.